# Gordionus
Gordionus (лат.) — род паразитических червей из группы волосатиков (Parachordodinae, Chordodidae, Gordiida). Около 40 видов. Большинство встречаются в Европе (37), остальные найдены в Северной Америке (4), Южной Америке (2) и в Азии (3 вида).

## Описание
Тело более узкое в передней части. У самцов хвостовой отдел разделённый на конце на две лопасти (у самок округлый и не разделённый надвое). Кутикула покрыта отдельными крупными шипиками. Паразитируют на жуках из семейств жужелицы (Carabidae) и мертвоеды (Silphidae).

## Классификация
- Gordionus alpestris  (Villot, 1884)
- Gordionus bilinareolatus  Heinze, 1937
- Gordionus densareolatus  (Montgomery, 1898)
- Gordionus diligens  Villalobos, Ribera and Downie, 1999
- Gordionus dubiosus  Heinze, 1937
- Gordionus harpali  Heinze, 1940
- Gordionus kaschgaricus  (Camerano, 1897)
- Gordionus lenae  Heinze, 1937
- Gordionus lineatus  (Leidy, 1851)
- Gordionus linourgos  Villalobos, Ribera and Downie, 1999
- Gordionus longareolatus  (Montgomery, 1898)
- Gordionus longistriatus  Schmidt-Rhaesa, 2004
- Gordionus lunatus  Müller, 1927
- Gordionus molopsis  Heinze, 1937
- Gordionus ondulatus  Miralles, 1984
- Gordionus platycephalus  (Montgomery, 1898)
- Gordionus porosus  Villalobos and Voglino, 2000
- Gordionus punctulatus  Heinze, 1937
- Gordionus scaber  Müller, 1927
- Gordionus semistriatus  Heinze, 1937
- Gordionus silphae  Heinze, 1937
- Gordionus sinepilosus  Schmidt-Rhaesa, Hanelt and Reeves, 2003
- Gordionus strigatus  Müller, 1927
- Gordionus sulcatus  Müller, 1927
- Gordionus thienemanni  Heinze, 1937
- Gordionus thuringensis  Müller, 1927
- Gordionus violaceus  (Baird, 1853)
- Gordionus wolterstorffii  (Camerano, 1888)
- Другие виды